# John Wilson (Filmeditor)
John Wilson (* vor 1960) ist ein britischer Filmeditor.

## Leben
Wilson studierte zunächst Grafikdesign in Portsmouth. Er begann seine Tätigkeit als Filmeditor beim Central Office of Information, wo er Dokumentarfilme schnitt. Dort lernte er auch Regisseur Peter Greenaway kennen, mit dem er viele Jahre zusammenarbeitete. So schnitt Wilson unter anderem Greenaways Filme Der Kontrakt des Zeichners, Ein Z & zwei Nullen, Der Bauch des Architekten, Verschwörung der Frauen und Der Koch, der Dieb, seine Frau und ihr Liebhaber.
2001 wurde Wilson für seinen Schnitt des Films Billy Elliot für den BAFTA-Award für den Besten Schnitt nominiert. Sein Schaffen umfasst mehr als 50 Film- und Fernsehproduktionen.
Wilson ist Gaststipendiat der Solent University, wo er regelmäßig Workshops mit den Studenten durchführt. Im Juli 2018 verlieh ihm die Solent University die Ehrendoktorwürde.

## Filmografie (Auswahl)
- 1981: Zandra Rhodes (Kurzfilm)
- 1982: Der Kontrakt des Zeichners (The Draughtsman’s Contract)
- 1985: Ein Z & zwei Nullen (A Zed & Two Noughts)
- 1987: Der Bauch des Architekten (The Belly of an Architect)
- 1988: Verschwörung der Frauen (Drowning by Numbers)
- 1989: Der Koch, der Dieb, seine Frau und ihr Liebhaber (The Cook, the Thief, His Wife & Her Lover)
- 1991: Young Soul Rebels
- 1991: Bye Bye Columbus (Fernsehfilm)
- 1994: Decadence
- 1995: Bliss (Fernsehfilm)
- 1997: Remember Me?
- 1998: Resurrection Man
- 1999: The Debt Collector
- 2000: Billy Elliot – I Will Dance (Billy Elliot)
- 2000: Second Sight – Mit anderen Augen: Die Schlafwandlerin (Second Sight: Parasomnia, Fernsehfilm)
- 2001: Hand in Hand mit dem Tod (Happy Now)
- 2002: Before You Go
- 2003: Cheeky
- 2004: Passer By (Fernsehfilm)
- 2004: Churchill: The Hollywood Years
- 2005: On a Clear Day
- 2006: Die History Boys – Fürs Leben lernen (The History Boys)
- 2006: Fear Factory – Labor der Angst (Incubus, Additional Editing)
- 2007: Mrs. Ratcliffe's Revolution
- 2008: Good
- 2009: From Time to Time
- 2010–2012: Downton Abbey (Fernsehserie, 13 Episoden)
- 2012: ¡Hasta La Vista, Sister! (Day of the Flowers)
- 2013: Die Bücherdiebin (The Book Thief)
- 2015: London Road
- 2015: A Song for Jenny (Fernsehfilm)
- 2016: Ein ganzes halbes Jahr (Me Before You)
- 2017: The Miniaturist – Die Magie der kleinen Dinge (The Miniaturist, Miniserie, 3 Episoden)
- 2019: Love in Kilnerry
- 2020: Der Doktor und das liebe Vieh (All Creatures Great and Small, Fernsehserie, 2 Episoden)
- 2022: Save the Cinema
- 2022: Allelujah
- 2023: Killing Sherlock: Lucy Worsley on the Case of Conan Doyle (Dokumentarserie, 1 Episode)